# Florebo quocumque ferar

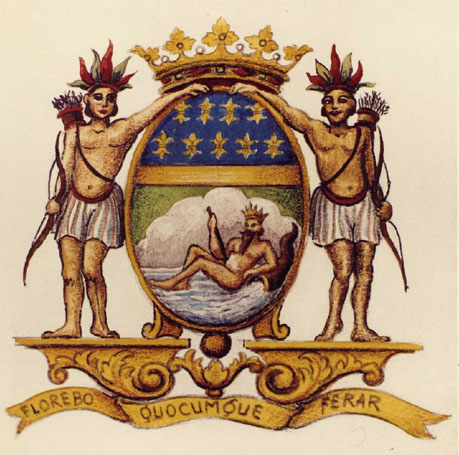
Blason de la Compagnie des Indes où figure la devise.

Florebo quocumque ferar est une locution latine qui peut se traduire en français par « Je fleurirai partout où je serai porté », voire « Je fleurirai partout où je serai plantée ».
Aux XVIIe et XVIIIe siècles, elle servit de devise à la Compagnie française des Indes orientales après avoir été choisie par l'académicien François Charpentier au lancement de cette dernière. À ce titre, elle figurait sur le listel doré ornant ses armoiries.
En 1722, la devise devient « Spem auget opesque parat » (Elle fait croître l’espérance et prévoit les profits). 
Aujourd'hui, cette expression sert de devise à l'île de La Réunion. Aussi, elle figure sur le blason créé pour ce territoire par l'ancien gouverneur Émile Merwart à l'occasion d'une exposition coloniale à Petite-Île en 1925. On la retrouve à nouveau sur un listel doré, mais elle est cette fois enguirlandée par une liane de vanille, ce qui n'était pas le cas autrefois.
« Florebo quocumque ferar » est une devise qui est également attribué à la famille Vergriete ou la Maison de Griete, une famille de la bourgeoisie et noblesse flamande relevant de la seigneurie de Cassel.
Son nom désignant une fleur, la marguerite, se rattache à cette devise depuis le XVIe siècle.